# Ère Tengen
L'ère Tengen (天元) est une des ères du Japon (年号, nengō, lit. « nom de l'année ») après l'ère Jōgen et avant l'ère Eikan. Cette _re couvre la période allant du mois de novembre 978 au mois d'avril 983. L'empereur régnant est En'yu-tennō (円融天皇).

## Changement d'ère
- 20 février 978 Tengen gannen (天元元年?) : Le nom de la nouvelle ère est créé pour marquer un événement ou une série d'événements. L'ère précédente se termine là où commence la nouvelle, en Jōgen 3, le 15e jour du 4e mois de 976[3].

## Événements de l'ère Tengen
- 978 (Tengen 1, 8e mois) : L'empereur autorise la fille de Fujiwara no Kaneie à lui être présentée et peu après elle lui donne un fils[4].
- 978 (Tengen 1, 10e mois) : Fujiwara no Yoritada est élevé au rang de Daijō-daijin, Minamoto no Masanobu est fait Sadaijin et Fujiwara no Kaneie Udaijin[4].

| Tengen    | 1re | 2e  | 3e  | 4e  | 5e  | 6e  |
| Grégorien | 978 | 979 | 980 | 981 | 982 | 983 |